# كاليب كلارك
كاليب كلارك (23 يونيو 1993 ريتشموند كندا - ) هو لاعب كرة قدم كندي يلعب كمهاجم.

## روابط خارجية
- كاليب كلارك على موقع الدوري الأمريكي (الإنجليزية)
- كاليب كلارك على موقع قاعدة بيانات كرة القدم.إي يو (الإنجليزية)
- كاليب كلارك على موقع ناشيونال فوتبول تيمز (الإنجليزية)
- كاليب كلارك على موقع Soccerway.com (الإنجليزية)
- كاليب كلارك على موقع AS.com (الإسبانية)